# Мосамедиш
Мосамедиш (порт. Moçâmedes), в 1985—2016 — Намибе (порт. Namibe) — город в Анголе, административный центр провинции Намибе.

## География
Город Мосамедиш находится в юго-западной части Анголы, на её атлантическом побережье. Средняя высота города над уровнем моря составляет 44 м. Численность населения составляет около 150 000 человек. Одной из главных достопримечательностей района Намибе является реликтовое растение пустынь — вельвичия.

## История
Основан португальцами в 1840 году. В годы Гражданской войны в Анголе внутренние районы провинции Намибе контролировались отрядами УНИТА, в то время как город Намибе и побережье провинции находилось в руках правительственных войск. В 1981—1985 годах провинция Намибе подвергалась нападениям регулярных войск ЮАР, отражаемых ангольскими войсками с советской и кубинской военной помощью. В 1985—2016 годах носил имя Намибе.
6 июня 1986 года на ряд объектов в городе было совершено диверсионное нападение. Также три сухогруза (два советских и кубинский) были подорваны в порту магнитными минами, прикрепленными пловцами-диверсантами.

## Транспорт
Океанский порт, третий по величине в стране после Луанды, и Лобиту. Намибе соединён с городом Менонгве железной дорогой Мосамедиш, протяжённость которой составляет 907 км. Ширина колеи данной ветки составляет 1067 мм, хотя изначально она строилась как узкоколейка с шириной колеи 600 мм. Аэропорт Намибе расположен в 7 км к югу от города. Старый аэропорт им. Юрия Гагарина находится в 1,7 км от центра Намибе.

## Климат
Климат города — относительно прохладный и засушливый. Годовая норма осадков составляет всего 60 мм.
| Показатель                    | Янв. | Фев. | Март | Апр. | Май | Июнь | Июль | Авг. | Сен. | Окт. | Нояб. | Дек. | Год |
| ----------------------------- | ---- | ---- | ---- | ---- | --- | ---- | ---- | ---- | ---- | ---- | ----- | ---- | --- |
| Абсолютный максимум, °C       | 32   | 34   | 35   | 38   | 37  | 38   | 29   | 28   | 27   | 31   | 32    | 33   | 38  |
| Средний суточный максимум, °C | 26   | 28   | 28   | 27   | 25  | 22   | 20   | 21   | 22   | 23   | 25    | 26   | 25  |
| Средняя температура, °C       | 22   | 24   | 24   | 22   | 20  | 17   | 16   | 17   | 18   | 19   | 21    | 21   | 20  |
| Средний суточный минимум, °C  | 18   | 20   | 20   | 18   | 15  | 13   | 13   | 13   | 15   | 16   | 17    | 17   | 16  |
| Абсолютный минимум, °C        | 13   | 14   | 12   | 11   | 10  | 8    | 6    | 8    | 8    | 12   | 11    | 12   | 6   |
| Норма осадков, мм             | 0    | 10   | 10   | 10   | 0   | 0    | 0    | 0    | 0    | 0    | 0     | 0    | 60  |
| Источник: Weatherbase         |      |      |      |      |     |      |      |      |      |      |       |      |     |